# Кафе «Sztuka»
Кафе «Sztuka»  (польск. Kawiarnia Sztuka — искусство) — артистическое кафе-кабаре, действовавшее в Варшавском гетто.

## Расположение и посетители
Председатель юденрата Адам Черняков отмечал в своем дневнике, что весной 1941 года в гетто было более 60 увеселительных заведений. Сюда входили кафе, рестораны и кабаре, а также бары, связанные с борделями. Одним из самых успешных и пользующемся большой популярностью у интеллигенции было кафе Sztuka.
Кафе располагалось в доходном доме К. Мартина на улице Leszno, 2. До войны в нём располагался знаменитый варшавский ресторан Исаака Гертнера, а во дворе этого здания некоторое время находился небольшой кинотеатр Erа.

Из окон дома виднелись здания Банковой площади, находившейся на арийской стороне. До 1942 года, входя в кафе Sztuka, можно было ощутить иллюзию «нормальной», довоенной жизни. Оформление интерьера, меню, репертуар — все было связано с довоенным миром. 
«Здесь [то есть в Sztuka] правит „высший свет“ гетто, образованная буржуазия, гордящаяся тем, что они были богаты ещё до войны. В Sztuka их желания высвобождаются. Госпожа Чарнецка, совладелица (крещеная, муж работает в коммуне), гордо ходит вокруг столов, проверяет, все ли в порядке, присматривает за своими овечками. Госпожа […], как и посол, устраивает вечеринки у себя дома, хотя потребление стоит одиннадцать злотых. Образованные официантки из „лучших кругов“, соответственно неумелые и соответственно наглые, обслуживают гостей любезно и слишком часто ошибаются при расчетах»

(Станислав Ружицкий: Исследование под названием «Кафе» в: «Архив Рингельблюма. Варшавское гетто», т. V, Варшава 2011, стр. 73).
Вера Гран вспоминала : 
«Посетители „Sztuki“ — небольшой процент счастливчиков, которые могли позволить себе такую роскошь, и те, кто отказывался от еды, чтобы на два часа забыть об окружающем нас аде за стаканом крашеной воды».
Владислав Шпильман вспоминал, что помещение было разделено на две части. Первая представляла собой «концертный зал» со столиками кафе, вторая — бар.
Там «люди, менее интересующиеся искусством и интересующиеся прежде всего едой и питьем, могли получить вкусные напитки или вкусно приготовленные котлеты де воляй или бефы по-строгоновски». Но это описание немного отличается от описания Веры Гран.
Здание было разрушено во время Второй мировой войны. Сгоревшие стены сохранялись до 1946 года, их снесли в связи со строительством трассы W-Z. Рядом с помещением располагалась стена гетто с воротами.

## Кабаре
Владислав Шленгель в соавторстве с Полей Браун придумал сатирическое кабаре Żywy dziennik («Живой дневник»), дававшее регулярные представления в кафе Sztuka. Первое представление состоялось в марте 1942 года и было с восторгом принято публикой. О кабаре писала издаваемая в гетто Gazeta Żydowska.
Владислав Шленгель собрал всю элиту артистов гетто в одной программе — в течение одного вечера можно было услышать песни, стихи, пародии, рецензии и анекдоты.
В кафе Sztuka выступали поэты и сатирики Юзеф Липский, Леонид Фокшанский, Анджей Власт, артистки Вера Гран, Пола Браун , Диана Блюменфельд, Марыся Айзенштадт, которую называли «соловьем гетто», музыканты Владислав Шпильман и Артур Гольфедер.
Именно в кафе Sztuka Шленгель написал слова, а Владислав Шпильман — музыку к знаменитой песне Веры Гран Jej pierwszy bal.
Кабаре не только развлекало публику, но и остро высмеивало царящие в гетто порядки.

Мэри Берг писала: 
«Каждый день в кафе Sztuka можно услышать песни и сатирические стихи о полиции, санитарных службах, рикшах и даже гестапо — в замаскированной форме. Эпидемия тифа сама по себе — тоже повод для шутки. Это смех сквозь слезы, но тем не менее смех. Это наше единственное оружие в гетто — наши люди смеются над смертью и нацистскими декретами». 
"Живой дневник" стал иронической «хроникой текущих событий» жизни гетто. Владислав Шленгель придумал и своего героя — смешного еврейского торговца средних лет по имени Маер Млинчик, и публика с нетерпением ждала очередного рассказа о его приключениях.

## Конец
Кафе «Sztuka» просуществовало недолго. В июле 1942 года началась массовая отправка жителей гетто в Треблинку. За три месяца в газовые камеры попало 300 тысяч евреев, среди них оказались и почти все участники кабаре «Живой дневник».

О последних днях арт-кафе можно прочитать у Владислава Шпильмана — он готовил вместе с Гольдфедером в саду кафе концерт, который должен был состояться 25 июля 1942 года: 
«Мы считали, что слухи о депортации окажутся беспочвенными. (…) Я зашел в кафе Sztuka. Было поздно, и на месте уже никого не было. Только рабочие слонялись тут и там, выполняя свои повседневные обязанности. Я ненадолго присел рядом с менеджером бара. Он был опустошен и отдавал нерешительные приказы. Скорее для поддержания видимости. — Вы уже готовите зал для нашего субботнего концерта? — спросил я его. Он посмотрел на меня.
Он как будто не знал, о чём я говорю, и на его лице отразилось ироническое сочувствие к моему незнанию решений, которые уже давно привели к внезапному изменению судьбы гетто. — Ты правда думаешь, что мы будем живы в субботу? — настойчиво спросил он, наклоняясь ко мне через стол. — Я уверен в этом! — ответил я. И, как будто мой ответ открывал ему новые перспективы спасения и от меня зависела его судьба, он схватил меня за руку и страстно сказал: — Если мы будем ещё живы, то вы можете съесть любой ужин здесь в субботу за мой счет, и… — тут он на мгновение заколебался, но видимо решил пойти на это и продолжил -… и вы можете заказать за мой счет лучшие напитки, доступные в подвале „Sztuka“ и сколько угодно!
По слухам, акция по перемещению должна была начаться в ночь с воскресенья на понедельник». (стр. 82)
Из множества артистов, выступавших в "Кафе «Штука», войну пережили немногие: Вера Гран, Владислав Шпильман, Диана Блюменфельд.